# Minami-ku (Yokohama)
Minami-ku (南区?) è uno dei 18 quartieri della città di Yokohama, in Giappone.